# بوردن ديل
بوردن ديل (بالإنجليزية: Borden Deal)‏ (12 أكتوبر 1922، بونتوتوك في الولايات المتحدة - 22 يناير 1985، ساراسوتا في الولايات المتحدة)؛ روائي أمريكي.

## الجوائز
- زمالة غوغنهايم

## روابط خارجية
- بوردن ديل على موقع قاعدة بيانات برودواي على الإنترنت (الإنجليزية)